# Distretto di Potoni
Il distretto di Potoni è un distretto del Perù, facente parte della provincia di Azángaro, nella regione di Puno.